# 北京站 (黎明專輯)
《北京站》是香港歌手黎明的錄音室專輯，由雷頌德擔任監製，專輯於2000年5月由新力唱片首次發行，這張專輯被視為黎明與雷頌德合作的代表作品之一，截至2000年底錄得超過十萬張銷量，成為2000年香港單一大碟銷量冠軍。

## 製作概念

### 構思及監製
《北京站》是黎明於2000年代的第一張新專輯，黎明有一次回到他的出生地北京，發現這個地方不知不覺間變化了很大，從一個給人感覺落後守舊的城市，變成一個媲美世界任何先進國家的大都會，促使他產生了這張專輯的構思，他在製作這張專輯的過程中滲入一些對華人音樂環境的追求和渴望。此專輯監製人只有雷頌德的名字，黎明表示自己也有參與監製工作，他認為自己與雷頌德合作四年，雙方已經有默契，可算是二合為一體，而且雷頌德為他製作唱片，實在辛苦，因此監製人應該寫上雷頌德的名字，並表示自己不着重名份，只要唱片好聽，已感到滿足。

### 歌曲製作
《北京站》以電子音樂舞曲為主，當時雷頌德創作了一批歌曲給黎明，黎明聽後表示不喜歡，他認為這些歌曲不屬於亞洲跳舞音樂，雷頌德曾為此與黎明爭辯，黎明要求雷頌德跟他到韓國觀摩當地的夜店，感受哪些歌曲會令人聞歌起舞，雷頌德由此摸索到亞洲人的情緒發泄與外國人不同，並從中尋找創作靈感。此專輯的其中一首主打歌曲〈全日愛〉的製作概念源自於黎明對愛國的感覺，他認為北京當地的機場建設發展神速，令人鼓舞，且身為北京人，對北京有一份特別的感情，因此決定創作一首他和國家有關的歌曲，讚頌中國人的進步，並將這個概念交給雷頌德進行歌曲創作。

### 音樂短片
歌曲〈全日愛〉的音樂短片由黎明執導及擔任男主角，他認為這個音樂短片的市場是全亞洲，而當時日本正在上映他與舒淇主演的電影《玻璃之城》，因此舒淇是女主角的合適人選，音樂短片的製作費用約五百萬元港幣，這個音樂短片以北京車站為序幕，黎明飾演車站站長，故事講述他因為受到外來力量的襲擊而打開兩個不同的空間，隱者出現與他對打並開槍，他中槍後沒有倒地，用大炮還擊並跳進第二個空間。在第二空間裡，森林之王將整個心交給飾演女主角的舒淇，向她示愛，惟女主角並不喜歡森林之王，將心打碎，森林之王因此而發怒，女主角則聚集能量，飛出拖鞋，把森林之王轟出去。森林之王在城市上空飛來飛去，被飛機撞倒，跌向女主角處身的升降機頂。

## 曲目列表
| CD       | CD                                      | CD          | CD                   | CD                | CD                                                  | CD    |
| 曲序     | 曲目                                    |             | 作曲                 | 编曲              | 备注                                                | 时长  |
| -------- | --------------------------------------- | ----------- | -------------------- | ----------------- | --------------------------------------------------- | ----- |
| 1.       | Dreaming of U（Interlude）（Interlude） | 雷頌德      | 雷頌德               | 雷頌德            | 過場音樂                                            | 1:10  |
| 2.       | Can't Take My Eyes Off U                | 林夕        | Bob Crewe Bob Gaudio | 雷頌德            | 改編自Frankie Valli的《Can't Take My Eyes Off You》 | 4:04  |
| 3.       | 兩位一體                                | 甄健強      | 雷頌德               | 雷頌德            |                                                     | 3:17  |
| 4.       | 全日愛                                  | 林夕        | 雷頌德               | 雷頌德            |                                                     | 3:14  |
| 5.       | 越夜越有機                              | 甄健強      | 雷頌德               | 雷頌德            |                                                     | 3:24  |
| 6.       | Mi-II                                   | 林夕        | 雷頌德               | 雷頌德            | 電影《職業特工隊2》亞洲區主題曲                     | 2:54  |
| 7.       | Room 201（Interlude）                   |             | Stampy Stank         | Stampy Stank      |                                                     | 2:51  |
| 8.       | 及時擁抱                                | 林夕        | 雷頌德               | 雷頌德            | 電影《一見鍾情》主題曲                              | 3:59  |
| 9.       | 記憶的花園                              | 十方        | 雷頌德               | 雷頌德            |                                                     | 3:20  |
| 10.      | Fly Me To The Moon                      | Bart Howard | Bart Howard          | Anthony Fernandes | 原唱者為Kaye Ballard                                | 2:31  |
| 11.      | 擁抱大世界                              | 周耀輝      | 黎明                 | 雷頌德            | 「一人一樹為公益」主題曲                            | 3:51  |
| 12.      | 一秒鐘兩個世界                          | 林夕        | 雷頌德               | 雷頌德            |                                                     | 3:18  |
| 13.      | 愛天愛地                                | 林夕        | 雷頌德               | 雷頌德            | 《全日愛》國語版                                    | 3:15  |
| 14.      | Sausalito                               | 雷頌德      | 雷頌德               | 雷頌德            | 《及時擁抱》英文版                                  | 4:00  |
| 15.      | 提提我                                  | 林夕        | 黎明                 | 雷頌德            |                                                     | 2:46  |
| 16.      | Sausalito（Instrumental）               |             | 雷頌德               | 雷頌德            |                                                     | 4:00  |
| 总时长： | 总时长：                                | 总时长：    | 总时长：             | 总时长：          | 总时长：                                            | 51:52 |

| VCD      | VCD                                                      | VCD        | VCD   |
| 曲序     | 曲目                                                     | 導演       | 时长  |
| -------- | -------------------------------------------------------- | ---------- | ----- |
| 1.       | Untitled                                                 |            | 0:16  |
| 2.       | 全日愛                                                   | L.L.       | 3:20  |
| 3.       | 愛天愛地                                                 | L.L.       | 3:20  |
| 4.       | 及時擁抱                                                 | Andrew Lau | 4:00  |
| 5.       | Sausalito                                                | Andrew Lau | 4:00  |
| 6.       | Making Of "一秒鐘兩個世界"（豪爵鑽豹電單車廣告製作花絮） |            | 6:39  |
| 总时长： | 总时长：                                                 | 总时长：   | 21:35 |

## 幕後製作人員
以下是《北京站》的幕後製作人員名單：
- 樂器：雷頌德（曲目1－6,8,9,11－16）
- 結他：Stampy Stank（曲目7）、蘇德華（曲目15）
- 尼龍弦結他：蘇德華（曲目12）、Stampy Stank（曲目12）
- 貝斯：李漢文（曲目6）、Pal Sinn（曲目10）
- 鋼琴：柿崎洋一郎（曲目7,12）、Roel A. Garcia（曲目10）
- 小提琴：黃利明（曲目12）
- 鼓：Anthony M. Fernandes（曲目8,10,14）
- 指揮：Anthony M. Fernandes（曲目8,14,16）
- 色士風：Vastine Pettis（曲目9）
- 和音：Ar-Yee-Yok（曲目1－5,13）、雷頌德（曲目3,6,8,11,14）、黎明（曲目4,6,8,13,14）、雷有輝（曲目9）、Suk Tsz（歌曲11）
- Featuring：1TYM（曲目5）
- Rap：Perry（曲目5）、黎明（曲目6）
- 母帶處理：楊我華
- 混音：David Ling Jr.（曲目10,15）、洪天佑（曲目4,6,8,9,11,13,14,16）、Kenneth Tse（曲目7）、Robert Porter（曲目1）、Simon Li（曲目2,3,5,6,12,13）
- 錄音：洪天佑、Kenneth Tse、Robert Porter、陳西敏、Simon Li
- 美術指導、攝影：張文華
- 圖像設計：模擬城市
- A&R：Belle Lok、陳永明
- 項目經理：王凱文
- 執行製作人：Ariel Fung
- 監製：雷頌德
- 經理人公司：百事活娛樂事業有限公司

## 流行榜成績
以下是《北京站》專輯的派台歌曲名單，以及其歌曲在香港四大電子媒體音樂流行榜的最高位置。
| 派台歌曲／流行榜             | 903專業推介 | 中文歌曲龍虎榜 | 新城電台勁爆本地榜 | 勁歌金榜 |
| ---------------------------- | ----------- | -------------- | ------------------ | -------- |
| 〈及時擁抱〉                 | 第5位       | 季軍           | 冠軍               | 未能上榜 |
| 〈全日愛〉                   | 第7位       | 第11位         | 第7位              | 第4位    |
| 〈Mi-II〉                    | 冠軍        | 第15位         | 第16位             | 未能上榜 |
| 〈Can't Take My Eyes Off U〉 | 第11位      | 冠軍           | 冠軍               | 冠軍     |
| 〈越夜越有機〉               | 未能上榜    | 第6位          | 亞軍               | 未能上榜 |

## 評論摘要

### 曲風及演繹
傳媒評論指歌曲〈全日愛〉是以對歐陸舞曲的港式演譯，採用易於記憶的旋律及電子合成器獨奏，配合「全日愛／全日愛／離合每天接力賽／拿一點英勇愛地愛天總比戀愛好／男歡女愛若用來自愛一定沒難度」等情歌歌詞，以及黎明遊走於輕鬆和肉緊之間的唱腔，能夠擊中2000年代年輕男女的心靡，並掀起了中文電子舞曲的潮流。唱片收藏家黃國恩認為〈越夜越有機〉是一首有節奏的歌曲，到位地把黎明骨子裡的動感引領出來，成就了黎明的快歌路向，黎明在唱腔方面作出了少許改變以配合歌曲，突破以往的快歌演繹模式，能夠在的士高帶來另一股風氣，牽起快歌新潮流。

### 歌曲旋律
此專輯的其中一首主打歌曲〈全日愛〉的首句旋律與中國國歌的首數個拍子相似，有人認為歌曲創作人雷頌德抄襲及侮辱中國國歌，更有記者拿出疑似中國外交部的回覆，表示國歌用作商業用途是違法的，引起大眾的關注和討論。雷頌德表示歌曲〈全日愛〉的開首音樂是他與黎明的構思，他不認同是抄襲，亦沒有不尊重中國，作曲的路向不會因此事而增加制肘，黎明則表示沒有收到任何有關外交部的信件，認為是傳媒胡亂炒作新聞。黎明所屬的唱片公司認為這並非廣大群眾的反應，但為免有人將事件政治化及不想以此事作為宣傳賣點，決定為歌曲〈全日愛〉的國語版〈愛天愛地〉製作新版本，歌曲的首句旋律改為以樂器小號奏出，新版本的歌曲收錄於台灣及大陸版本的專輯，而香港版及星馬版專輯則收錄原曲。2017年，中國全國人民代表大會常務委員會草議在香港實施中華人民共和國國歌法（簡稱國歌法），歌曲〈全日愛〉再次成為大眾的討論話題，有人擔心黎明會因為演唱此歌曲而觸犯法例。2019年，政制及內地事務局局長聶德權在出席電台節目時被要求就〈全日愛〉等歌曲進行初步評核是否觸犯國歌法，聶德權表示此歌曲是獨立創作，並非將中國國歌改編，而他個人認為歌曲未有侮辱成份，因此初步認為歌曲並未觸犯有關的法例。

### 歌詞內容
學者朱耀偉和梁偉詩在其歌詞研究的著作中表示，「越夜越有機」可以解讀為「越夜越有機會（泡妞）」或「越夜越有飛機」，他們認為這首歌的歌詞表達了上述的兩層含義，既強調夜生活中獵豔的機會率，亦描寫出對方「似是天亮便要飛」的稍縱即逝，直指一夜情的狀態，有聽眾則認為歌名及歌詞意識大膽，其中歌詞「如若你，壞不起，難為你，刺痛若你擔得起，越夜越有機」、「呼吸聲聽得見事有蹺蹊」被指含有色情成份，黎明對於聽眾的評論感到啼笑皆非，並指聽眾心邪，他認為此歌曲沒有問題，若聽眾不喜歡，可以選擇不購買此專輯。另一首歌曲〈Mi-II〉是美國電影《職業特工隊II》的亞洲區主題曲，黎明於三藩市灌錄此歌曲，歌曲前段的英文歌詞「You wanna hit me hard and kick my ass.」中的「kick my ass」被大馬的歌曲審查當局認為過於粗俗，禁止在當地的電台播放，黎明則表示「kick my ass」的「ass」除了可解作屁股外，亦可以解作驢子，他不認為歌詞粗俗，負責創作刻段歌詞的雷頌德認為「kick my ass」並不是粗俗字詞，在英文歌當中有很多類似的歌詞，向來沒有人認為有粗俗的問題，他是為了配合歌曲具有強勁搖擺感覺的風格，才會填上爆炸性的歌詞。新力唱片經理王凱文表示每個國家或地區都有不同的檢查尺度，認為有關歌詞在西方人眼中只是一句開玩笑的說話，也是常用的生活語言，只是部份亞洲人持有不同的觀點，在香港的電台播放此歌曲時亦沒有收到任何投訴，他認為此歌曲具有搖滾樂風格，有此段歌詞會顯得較為生動，對於大馬禁播的決定感到可惜。

## 獎項
1999年12月12日，黎明宣佈退出香港樂壇頒獎禮，不再接受香港樂壇的獎項，香港以外地區的音樂頒獎禮則不受影響，以下是收錄於《北京站》專輯的歌曲獲頒發的獎項：
- Channel [V]第七屆全球華語榜中榜——最佳音樂錄影帶獎〈愛天愛地〉[38][39]
- 北京光線電視傳播有限公司及新浪網聯合主辦第一屆音樂風雲榜首屆頒獎盛典——年度最佳音樂錄影帶獎〈愛天愛地〉[40]。